# Fleurs dans un vase
Fleurs dans un vase est un tableau réalisé par la peintre néerlandaise Rachel Ruysch vers 1685. De format vertical, cette huile sur toile une nature morte représentant des fleurs dans un vase en verre devant un fond noir. Fille d'un botaniste, l'artiste y a mélangé les espèces sans tenir compte des saisons : y cohabitent notamment une tige de blé, du chèvrefeuille, des pivoines, une fleur de poirier et des lys, ces derniers exécutés à partir de réalgar, un minéral toxique. Le bouquet qui en résulte abrite quelques petites créatures, notamment une sauterelle et une chenille. Legs d'Alan Evans en 1974, l'œuvre est conservée à la National Gallery, à Londres, au Royaume-Uni.